# Carly Colón

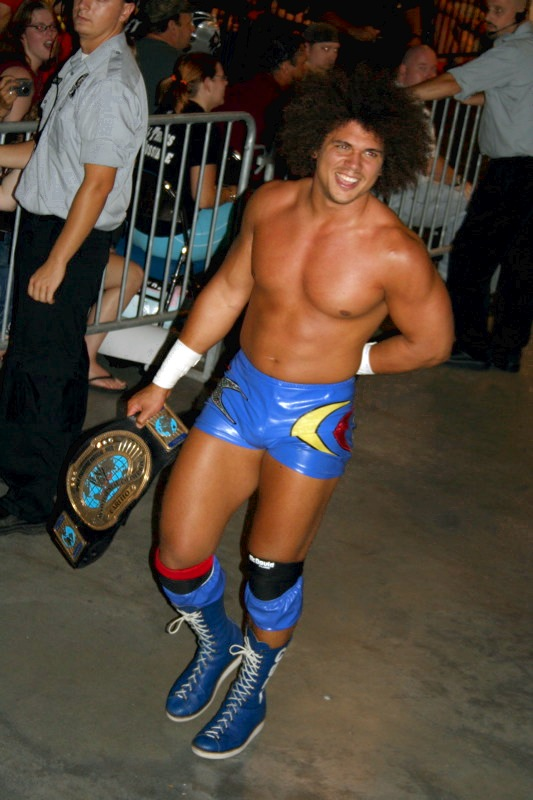
Carlos Colón (2005).

Carlos Edwin "Carly" Colón, Jr., född 21 februari 1979 i Santurce, Puerto Rico. som son till den puertoricanske professionelle fribrottaren och grundaren av World Wrestling Council founder Carlos Colón Sr. och hans kanadensiskfödda fru Nancy. Han har tre yngre syskon, inklusive fribrottarna Primo och Stacy Colón, som båda uppträdde i World Wrestling Council. En andra syster, Melissa, har inte deltagit i brottningsbranschen. Andra medlemmar av Colóns familj har också varit inblandade i World Wrestling Council, inklusive hans kusin Epico Colón och farbrodern José Colón.
Carly Colón är professionell wrestlingbrottare. Han är känd under artistnamnet Carlito eller Carlito Caribbean Cool. Colón har tidigare brottats i WWE (World Wrestling Entertainment) men 2013 brottades han i WWC (World Wrestling Council).